# سفارة فرنسا في قطر
سفارة فرنسا في قطر  (بالفرنسية: Ambassade de France au Qatar)‏ هو التمثيل الدبلوماسي للجمهورية الفرنسية لدى دولة قطر. تقع السفارة في العاصمة الدوحة، وسفيرها منذ 1 يوليو 2014 هو إريك شوفالييه.

## السفارة
تقع السفارة على الشارع الدبلوماسي في العاصمة القطرية الدوحة، على كورنيش، كما يبين إسمه، يحتوى على العديد من البعثات الدبلوماسية (اليابان، كوريا، مصر، الاتحاد الأوروبي، الكويت). كذلك تحتوي السفارة على القنصلية العامة الفرنسية.

### العلاقات الدبلوماسية
حتى سنة 1972، التمثيل الدبلوماسي لفرنسا في قطر كانت تضمنه وتوفره سفارة فرنسا في الكويت.

## سفراء قطر في فرنسا
| بداية العهدة | نهاية العهدة | السفير                                                  |
| ------------ | ------------ | ------------------------------------------------------- |
| 1972         | 1974         | بول كارتون (Paul Carton)                                |
| 1974         | 1978         | برنار لوبينو (Bernard Lopinot)                          |
| 1978         | 1981         | جان بوليفييه (Jean Bellivier)                           |
| 1981         | 1984         | هنري بيو (Henri Piot)                                   |
| 1984         | 1988         | فرنون بريجون دو لافارنييه (Fernand Brejon de Lavergnée) |
| 1988         | 1991         | بيار أريولا (Pierre Ariola)                             |
| 1991         | 1994         | أندريه جانييه (André Janier)                            |
| 1994         | 1998         | هنري دنيو (Henri Deniaud)                               |
| 1998         | 2002         | برتران بوزونسينو (Bertrand Besancenot)                  |
| 2002         | 2006         | ألان أزواو (Alain Azouaou)                              |
| 2006         | 2008         | أنطوان سيفان (Antoine Sivan)                            |
| 2008         | 2011         | جيل بونو (Gilles Bonnaud)                               |
| 2011         | 2014         | جان كريستوف بوسال (Jean-Christophe Peaucelle)           |
| 2014         | الآن         | إريك شوفالييه (Éric Chevallier)                         |

## القنصليات
فرنسا لا تملك قنصليات أخرى في قطر، سوى القنصلية العامة لها في نفس المبنى.

### الجالية الفرنسية
حتى 31 ديسمبر 2014، يوجد 808 3 فرنسي مسجلين في السجلات القنصلية في قطر.
| 2001 | 2002 | 2003 | 2004 | 2005  | 2006  | 2007  | 2008  | 2009  | 2010  | 2011  | 2012  | 2013  | 2014  |
| ---- | ---- | ---- | ---- | ----- | ----- | ----- | ----- | ----- | ----- | ----- | ----- | ----- | ----- |
| 584  | 678  | 705  | 806  | 046 1 | 504 1 | 802 1 | 278 2 | 680 2 | 948 2 | 202 3 | 366 3 | 664 3 | 808 3 |

### الدوائر الانتخابية
منذ قانون 22 يوليو 2013، الذي استهدف إصلاح تمثيل الفرنسيون المقيمون في الخارج والقيام بتأسيس مجالس قنصلية داخل البعثات الدبلوماسية، الفرنسيون المقيمون في دائرة انتخابية تغطي البحرين وقطر، يقومون بانتخاب لمدة 6 سنوات، ثلاثة ممثلين لهم في المجلس القنصلي، الممثلين الثلاثة لهم ثلاثة مهام، وهي:
- هم ممثلين قريبين جغرافيا من الفرنسيين المقيمون في الخارج.
- ينتمون إلى إحدى الدوائر الانتخابية الخمسة عشر التي تنتخب ممثلين لدى مجلس الفرنسيين بالخارج.
- ينتمون إلى من ينتخبون الشيوخ الممثلين للفرنسيين بالخارج.

لانتخاب أعضاء مجلس الفرنسيين بالخارج، تنتمي قطر حتى 2014، إلى دائرة أبوظبي الانتخابية، التي تتكون أيضا من السعودية والبحرين والإمارات والكويت وعمان واليمن ولهم ثلاثة مقاعد. أصبحت قطر تنتمي إلى دائرة آسيا الوسطى والشرق الأوسط والتي مقرها دبي، وتقدم بذلك أربعة من 30 عضو في المجلس القنصلي وذلك من بين 90 ممثل في مجلس الفرنسيين بالخارج.

لانتخاب النواب الممثلين للفرنسيين المقيمين في الخارج، هنا قطر تنتمي للدائرة الانتخابية العاشرة.

## مقالات ذات صلة
- وزارة الخارجية (فرنسا)
- قائمة البعثات الدبلوماسية الفرنسية
- العلاقات القطرية الفرنسية
- سفارة قطر في فرنسا
- قائمة السفراء الحاليين الفرنسين
- قائمة القناصلة الحاليين الفرنسين

## روابط خارجية
- الموقع الرسمي للسفارة.